# Sant Marçal (Castellet i la Gornal)
Sant Marçal és un nucli poblacional del municipi de Castellet i la Gornal.
Anomenat antigament Rubió, és situat en una plana al nord-oest del terme municipal, separat de la resta del municipi per l'autopista. Els habitants de Sant Marçal, coneguts com a santmarçalencs, es troben en bona part dispersos en un nucli poblacional, que l'any 2005 era de 194 habitants. El poblet és molt petit, i està situat vora l'actual església de Sant Marçal, amb una edificació actual de 1914, catalogada a l'Inventari del Patrimoni Arquitectònic de Catalunya, que domina sobre un turó la caseria. El poble, on funciona una societat recreativa, celebra festes per la Puríssima i el segon diumenge de juliol. Dins el terme municipal hi ha nombroses urbanitzacions, algunes de les quals són compartides amb altres municipis. Entre aquestes, destaquen la Rocallisa, els Rosers —compartida amb Cunit i Calafell—, Trenca-roques, Valldemar —compartida amb Calafell—, i la Creu i els Àngels.